# Campioni italiani assoluti di atletica leggera - Staffetta 4×100 metri femminile
Questa pagina raccoglie un elenco di tutte le campionesse italiane dell'atletica leggera nella staffetta 4×100 metri, inserita nel programma dei campionati italiani assoluti di atletica leggera femminili nel 1927 e ancora oggi presente, con le eccezioni degli anni 1928, 1929 e 1938.

## Albo d'oro
| Anno      | Società (atlete)                                                                                              | Prestazione            |
| --------- | --- | ---------------------- |
| 1927      | Società Ginnastica Milanese Forza e Coraggio Maria Bonfanti Beatrice Ceriani Luigina Bonfanti Amelia Schenone | 56"0(m)                |
| 1928-1929 | Gara non in programma                                                                                         | Gara non in programma  |
| 1930      | Società Ginnastica Triestina Nives De Grassi Maria Bravin Maria Coselli Ernestina Steiner                     | 53"3/5(m)              |
| 1931      | Società Ginnastica Triestina Nives De Grassi Maria Coselli Maria Bravin Ernestina Steiner                     | 53"2/5(m)              |
| 1932      | Società Ginnastica Triestina Nives De Grassi Ada Novak Maria Coselli Maria Bravin                             | 54"2/5(m)              |
| 1933      | Società Ginnastica Triestina Nives De Grassi Pina Cipriotto Maria Coselli Maria Bravin                        | 55"0(m)                |
| 1934      | Virtus Bologna Sportiva Elide Tomasini Vittoria Salmi Claudia Testoni Ondina Valla                            | 54"0(m)                |
| 1935      | Venchi Unica Torino Livia Michiels Pierina Borsani Leandrina Bulzacchi Fernanda Bullano                       | 53"0(m)                |
| 1936      | Venchi Unica Torino Pierina Borsani Leandrina Bulzacchi Fernanda Bullano Claudia Testoni                      | 51"8(m)                |
| 1937      | La Filotecnica Milano Jolanda Colombo Carla Pellegrini Franca Agorni Maria Alfero                             | 52"9(m)                |
| 1938      | Gara non in programma                                                                                         | Gara non in programma  |
| 1939      | Venchi Unica Torino Italia Lucchini Livia Michiels Fernanda Bullano Claudia Testoni                           | 50"0(m)                |
| 1940      | Venchi Unica Torino Franca Audifredi Anna Maria Bombardi Clara Camoletto Italia Lucchini                      | 50"9(m)                |
| 1941      | La Filotecnica Milano Ida Matteuzzi Gisella Daverio Lia Bertos Rosetta Cattaneo                               | 49"9(m)                |
| 1942      | Venchi Unica Torino Franca Audifredi Amelia Piccinini Lucia Sereno Italia Lucchini                            | 50"0(m)                |
| 1943      | Dopolavoro Aziendale Singer Monza Angela Ostinelli Liliana Carpi Wanda Butti Liliana Tagliaferri              | 50"6(m)                |
| 1944      | Edizione non disputata                                                                                        | Edizione non disputata |
| 1945      | |                        |
| 1946      | Venchi Unica Torino Franca Audifredi Italia Lucchini Anna Maria Cantù Lucia Sereno                            | 50"6(m)                |
| 1947      | Venchi Unica Torino Franca Audifredi Regina Coltella Anna Maria Cantù Rosanna Argenta                         | 50"8(m)                |
| 1948      | Cestistica Bologna Anna Venturi Ermanna Orsoni Vittoria Cesarini Vera Martelli                                | 50"7(m)                |
| 1949      | Cestistica Bologna Anna Venturi Ermanna Orsoni Vittoria Cesarini Vera Martelli                                | 51"8(m)                |
| 1950      | Cestistica Bologna Anna Venturi Ermanna Orsoni Vittoria Cesarini Vera Martelli                                | 49"7(m)                |
| 1951      | Cestistica Bologna Pier Paola De Bernardini Ermanna Orsoni Vittoria Cesarini Vera Martelli                    | 50"0(m)                |
| 1952      | Cestistica Bologna Pier Paola De Bernardini Vera Martelli Vittoria Cesarini Ermanna Orsoni                    | (m)                    |
| 1953      | Sport Club Bergamo Poletti Lucia Ferrario Anna Maria Bergamini Milena Greppi                                  | 49"8(m)                |
| 1954      | Sport Club Bergamo Bedini Lucia Ferrario Gerosa Milena Greppi                                                 | 50"0(m)                |
| 1955      | Fiat Torino Alda Rossi Piera Tizzoni Piera Fassio Giuseppina Leone                                            | 48"7(m)                |
| 1956      | Fiat Torino Villa Piera Tizzoni Piera Fassio Giuseppina Leone                                                 | 48"3(m)                |
| 1957      | Sport Club Italia Delma Savorelli Nadia Saviotti Anna Bellondi Letizia Bertoni                                | 48"6(m)                |
| 1958      | Fiat Torino Piera Tizzoni Maria Elena Gaidano Piera Fassio Giuseppina Leone                                   | 48"0(m)                |
| 1959      | Fiat Torino Piera Fassio Mari Elena Gaidano Piera Tizzoni Giuseppina Leone                                    | 47"9(m)                |
| 1960      | Fiat Torino Vicario Mari Actis Galli Renata Tacciaria                                                         | 49"1(m)                |
| 1961      | Associazione Sportiva Roma Marisa Manocchio Alessandra Taffi Nadia Mecocci Fausta Galluzzi                    | 48"2(m)                |
| 1962      | Fiat Torino Renata Tacciaria Franca Canella Piera Fassio Giuseppina Leone                                     | 49"6(m)                |
| 1963      | Pro Sesto Atletica Cristina Carini Armida Guzzetti Grazia Caimmi Letizia Bertoni                              | 48"7(m)                |
| 1964      | Sport Club Italia Anna Maria Giudici Luisa Stoppa Reato Bianchi                                               | 48"5(m)                |
| 1965      | Fontana Bologna Luciana Castellari Daniela Spampani Donata Govoni Luisa Cesari                                | 48"2(m)                |
| 1966      | Sport Club Italia Luisa Cesari Luisa Stoppa Grassi Anna Maria Giudici                                         | 48"7(m)                |
| 1967      | Società Ginnastica Triestina Luciana Giamperlati Licia Rossi De Marchi Patrizia Seriau                        | 48"6(m)                |
| 1968      | CUS Roma Paola Giuli Alessandra Tonelli Elisabetta Mosci Michela Poggipollini                                 | 48"0(m)                |
| 1969      | Sport Club Italia Luisa Cesari Gisella Mantini Luisa Stoppa Anna Maria Giudici                                | 48"0(m)                |
| 1970      | Libertas San Saba Roma Michela Poggipollini Alessandra Tonelli Antonella Battaglia Laura Nappi                | 47"8(m)                |
| 1971      | CUS Roma Alessandra Battaglia Laura Clarke Ileana Ongar Mariella Bonsangue                                    | 47"6(m)                |
| 1972      | CUS Roma Alessandra Battaglia Mariella Bonsangue Anna Pomponi Olga Cattaneo                                   | 47"5(m)                |
| 1973      | Libertas San Saba Roma Alba Da Pozzo Antonella Battaglia Alessandra Tonelli Laura Nappi                       | 46"8(m)                |
| 1974      | Libertas Piacenza Carini Maura Gnecchi Giovanna Molinari Cecilia Molinari                                     | 47"7(m)                |
| 1975      | CUS Pisa Virgili Mery Piagneri Martelli Patrizia Saviozzi                                                     | 47"2(m)                |
| 1976      | SNIA Milano Anna Aldrighetti Ancilla Zucchinali Serra Rita Bottiglieri                                        | 46"89                  |
| 1977      | SNIA Milano Ancilla Zucchinali Patrizia Lombardo Anna Aldrighetti Antonella Battaglia                         | 47"39                  |
| 1978      | Snam San Donato Luisa Cugnach Paola Castellani Antonella Bertoldo Laura Miano                                 | 46"18                  |
| 1979      | Snam San Donato Luisa Cugnach Paola Castellani Antonella Bertoldo Laura Miano                                 | 45"90                  |
| 1980      | Snam San Donato Marina Branchi Roberta Rabaioli Luisa Cugnach Laura Miano                                     | 46"14                  |
| 1981      | SNIA Milano Paola Bonan Albanese Patrizia Csako Costa                                                         | 46"57                  |
| 1982      | Iveco Brescia Cristina Cordioli Cristina Baldessari Francesca Sandrolini Erica Rossi                          | 46"42                  |
| 1983      | SNIA Milano Simona Parmeggiani Patrizia Lombardo Rosella Tarolo Daniela Ferrian                               | 45"94                  |
| 1984      | Sisport Iveco Torino Franca Pozzi Cosetta Campana Erica Rossi Marisa Masullo                                  | 46"37                  |
| 1985      | SNIA BPD Milano Marisa Masullo Rossella Tarolo Daniela Ferrian Antonella Ratti                                | 45"68                  |
| 1986      | SNIA BPD Milano Marinella Signori Patrizia Lombardo Daniela Ferrian Rossella Tarolo                           | 44"79                  |
| 1987      | Oliosigillo Endas Ancona Liti Leorati Annalisa Gambelli Baldini                                               | 47"08                  |
| 1988      | SNIA BPD Milano Simonetta Faleschini Benetel Marinella Signori Rossella Tarolo                                | 46"66                  |
| 1989      | SNIA BPD Milano Marinella Signori Rossella Tarolo Marisa Masullo Patrizia Lombardo                            | 45"86                  |
| 1990      | SNIA BPD Milano Marinella Signori Rossella Tarolo Ilaria Uccellini Marisa Masullo                             | 45"40                  |
| 1991      | SNIA BPD Milano Ilaria Uccellini Marinella Signori Rossella Tarolo Marisa Masullo                             | 45"13                  |
| 1992      | Sisport Fiat Snia Marina Ferro Corinna Cattalano Annarita Balzani Marisa Masullo                              | 46"37                  |
| 1993      | Sisport Fiat Lubrificanti Torino Antonella Capriotti Marina Ferro Annarita Balzani Marisa Masullo             | 45"18                  |
| 1994      | Snam Gas Metano Laura Galligani Rossella Tarolo Daniela Ferrian Sonia Vigati                                  | 45"60                  |
| 1995      | Cises Frascati Lara Sinico Maria Luigia Panzarino Daniela Sellitto Carla Tuzzi                                | 45"45                  |
| 1996      | Snam Rossella Farina Carla Tuzzi Manuela Grillo Giada Gallina                                                 | 44"64                  |
| 1997      | Snam Carla Tuzzi Giada Gallina Manuela Grillo Manuela Levorato                                                | 44"74                  |
| 1998      | Snam Lanzi Elena Sordelli Manuela Grillo Nicoletta Albini                                                     | 46"19                  |
| 1999      | CUS Torino Asics Sara Botto Scarpone Olivero Daniela Graglia                                                  | 46"52                  |
| 2000      | Cises Frascati Simona Lo Russo Maria Luigia Panzarino Daniela Sellitto Daniela Bellanova                      | 46"50                  |
| 2001      | SAI Assicura Simona Lo Russo Daniela Graglia Anita Pistone Daniela Bellanova                                  | 45"18                  |
| 2002      | Camelot Milano Anita Pistone Elena Sordelli Marta Avogadri Manuela Levorato                                   | 45"52                  |
| 2003      | Camelot Milano Anita Pistone Elena Sordelli Marta Avogadri Manuela Levorato                                   | 45"41                  |
| 2004      | Tris Milano Anita Pistone Elena Sordelli Marta Avogadri Giulia Bossi                                          | 45"54                  |
| 2005      | Camelot Milano Giulia Bossi Elena Sordelli Marta Avogadri Manuela Levorato                                    | 45"73                  |
| 2006      | Centro Sportivo Esercito Stefania Ferrante Rita De Cesaris Anita Pistone Daniela Graglia                      | 46"33                  |
| 2007      | Centro Sportivo Esercito Stefania Ferrante Daniela Graglia Rita De Cesaris Anita Pistone                      | 46"34                  |
| 2008      | Gruppo Sportivo Forestale Flavia Arcioni Manuela Grillo Giulia Arcioni Martina Giovanetti                     | 45"02                  |
| 2009      | Gruppo Sportivo Forestale Flavia Arcioni Manuela Grillo Giulia Arcioni Martina Giovanetti                     | 45"33                  |
| 2010      | Gruppo Sportivo Forestale Maria Enrica Spacca Manuela Grillo Giulia Arcioni Martina Giovanetti                | 44"94                  |
| 2011      | Gruppo Sportivo Forestale Manuela Grillo Martina Giovanetti Giulia Arcioni Maria Enrica Spacca                | 44"94                  |
| 2012      | Gruppo Sportivo Forestale Maria Enrica Spacca Martina Giovanetti Giulia Arcioni Gloria Hooper                 | 44"10                  |
| 2013      | Gruppo Sportivo Forestale Giulia Latini Martina Giovanetti Giulia Arcioni Gloria Hooper                       | 45"43                  |
| 2014      | Gruppo Sportivo Forestale Giulia Latini Martina Giovanetti Giulia Arcioni Maria Enrica Spacca                 | 45"06                  |
| 2015      | Gruppo Sportivo Forestale Giulia Latini Martina Giovanetti Giulia Arcioni Anna Bongiorni                      | 44"59                  |
| 2016      | Gruppo Sportivo Forestale Maria Enrica Spacca Anna Bongiorni Giulia Arcioni Giulia Latini                     | 45"13                  |
| 2017      | Centro Sportivo Carabinieri Maria Enrica Spacca Gloria Hooper Anna Bongiorni Giulia Latini                    | 44"54                  |
| 2018      | Centro Sportivo Carabinieri Maria Enrica Spacca Gloria Hooper Anna Bongiorni Giulia Latini                    | 44"91                  |
| 2019      | Atletica Brescia 1950 Ispa Group Chiara Melon Gaia Pedreschi Alessia Niotta Johanelis Herrera Abreu           | 45"63                  |
| 2020      | Atl. Brescia 1950 Metallurgica San Marco Chiara Melon Gaia Pedreschi Alessia Niotta Alessia Pavese            | 45"44                  |
| 2021      | Atl. Brescia 1950 Metallurgica San Marco Chiara Melon Gaia Pedreschi Alessia Niotta Chiara Torrisi            | 45"42                  |
| 2022      | Atl. Brescia 1950 Metallurgica San Marco Anna Marta Carnero Noemi Cavalleri Alessia Niotta Gloria Hooper      | 45"24                  |
| 2023      | Atletica Brescia 1950 Anna Marta Carnero Gaia Pedreschi Alexandra Almici Gloria Hooper                        | 45"61                  |
| 2024      | Atletica Brescia 1950 Anna Marta Carnero Gaia Pedreschi Alessia Niotta Gloria Hooper                          | 45"28                  |
| 2025      | Atletica Brescia 1950 Anna Carnero Gaia Pedreschi Anna Maccagnola Gloria Hooper                               | 45"35                  |